# Aya Sameshima
Aya Sameshima (født 16. juni 1987) er en japansk fodboldspiller. Hun har spillet for Japans kvindefodboldlandshold.

## Japans fodboldlandshold
| Japans landshold | Japans landshold | Japans landshold |
| År               | Kmp              | Mål              |
| ---------------- | ---------------- | ---------------- |
| 2008             | 2                | 1                |
| 2009             | 3                | 0                |
| 2010             | 15               | 1                |
| 2011             | 18               | 0                |
| 2012             | 14               | 0                |
| 2013             | 3                | 0                |
| 2014             | 2                | 1                |
| 2015             | 12               | 1                |
| 2016             | 3                | 0                |
| 2017             | 13               | 0                |
| 2018             | 18               | 1                |
| 2019             | 9                | 0                |
| 2021             | 2                | 0                |
| Total            | 114              | 5                |